# Jhalawar (stato)
Lo Stato di Jhalawar fu uno stato principesco del subcontinente indiano, avente per capitale la città di Jhalawar.

## Storia

### Prima della fondazione
La famiglia regnante nello stato di Jhalawar apparteneva al clan Jhala dei Rajput. I loro antenati erano governanti di Halvad (poi noto come Dhrangadhra) a Kathiawar, e la famiglia condivideva degli antenate con diverse famiglie del Kathiawar, tra cui Wadhwan.
Nel 1709, dopo l'ennesima guerra fratricida, Bhavsingh, uno dei figli minori del regnante di Halvad, lasciò il suo paese natio con la sua famiglia per cercare fortuna altrove. All'epoca l'Impero moghul era alla perenne ricerca di uomini d'azione al servizio dell'impero e Bhavsingh si portò pertanto a Delhi. Qui ad ogni modo riuscì ad ottenere solo qualche privilegio ma intrattenne rapporti interessanti. Bhavsingh fu in grado di far sposare sua figlia con Arjun Singh, raja di Kota. Il figlio quartogenito di Bhavsingh, Madhu Singh, divenne grande amico e confidente del cognato, il raja di Kota, e lo stesso raja diede sua sorella in sposa a Madhu Singh, raggiungendo una posizione importante a corte.

### La fondazione dello stato

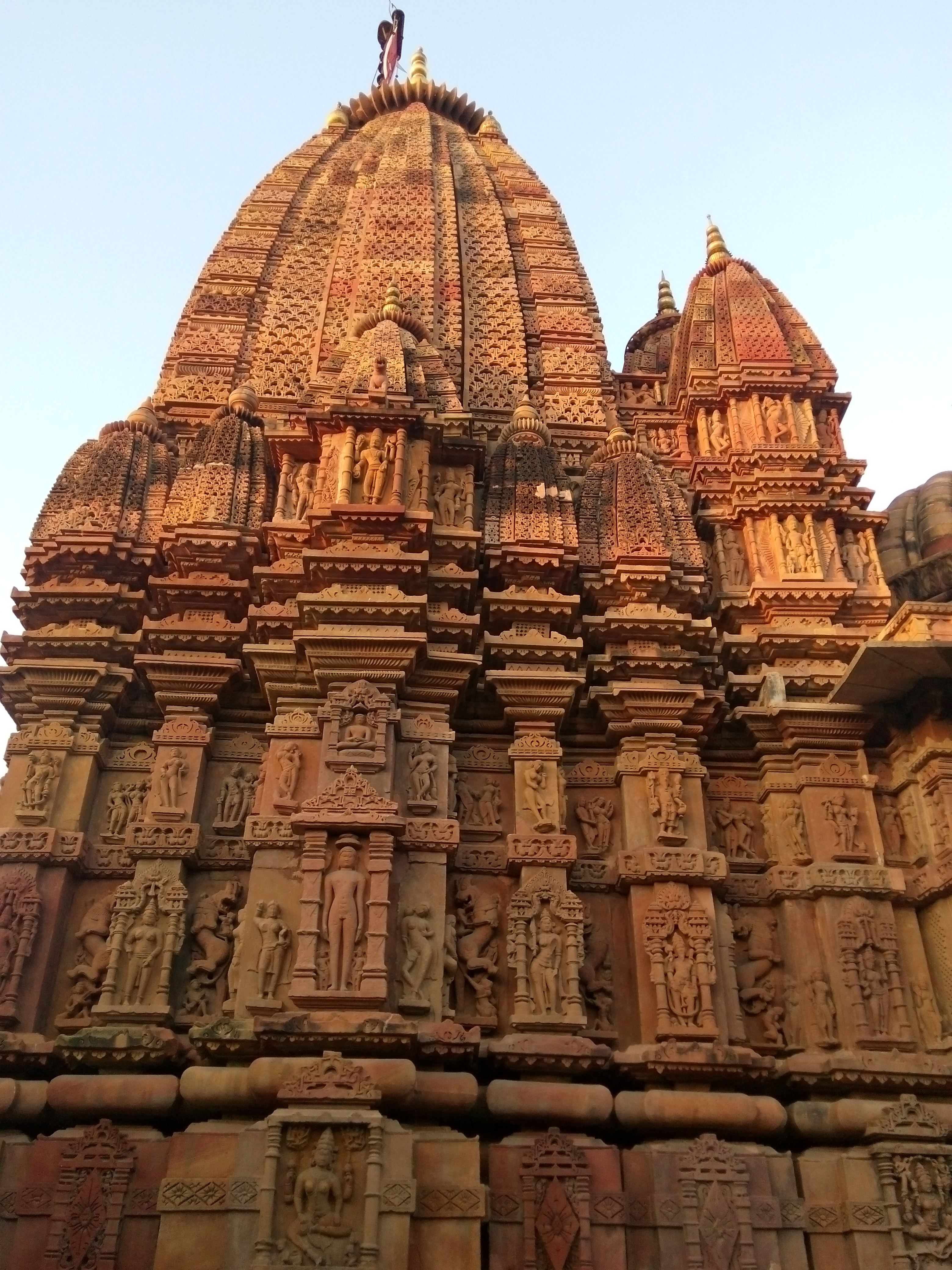
Il tempio principale del Jhalawar

Nel 1771, il successivo raja di Kota morì, lasciando il proprio figlio infante quale erede al trono, e pertanto la reggenza passò a Zalim Singh, un discendente di Madhu Singh, il quale ebbe per un certo periodo il potere completo a Kota. Quando comunque il legittimo erede divenne maggiorenne, Zalim non si dimostrò intenzionato a cedere il potere e continuò a dominare lo stato, riducendo la figura del raja ad un ruolo del tutto secondario. Zalim del resto si dimostrò un ottimo amministratore ed un astuto negoziatore: per quarantacinque anni sotto il suo governo, lo stato raggiunse l'acme della propria prosperità e si guadagnò la stima degli stati vicini. Fu inoltre in questi stessi anni che lo stato di Kota entrò in relazione con gli inglesi, relazioni di cui si occupò personalmente Zalim Singh.
Per quanto nominalmente quindi esistesse il giovane raja di Kota, Zalim Singh ottenne più fama di questi e fu proprio grazie a questa sua influenza sugli inglesi che nel 1838, pur nell'iniziale opposizione mossa dal raja di Kota, parte dello stato venne smembrato e si andò a formare un nuovo principato che sarebbe stato governato direttamente dai discendenti di Zalim Singh. Il nuovo principato continuò ad essere, almeno formalmente, feudo dello stato di Kota; nella mente del raja di Kota ad ogni modo questo diversivo avrebbe tenuto lontano Zalim e i suoi discendenti dal governo di Kota. Così andò a formarsi lo stato di Jhalawa, così chiamato perché Zalim Singh apparteneva al clan Jhala dei Rajputs Chandravanshi. I distretti ricavati da Kotah rappresentavano un terzo delle entrate di Kota (120.000 sterline); secondo il trattato d'istituzione dello stato, la nuova famiglia reale avrebbe ottenuto il riconoscimento di sovranità da parte degli inglesi ed avrebbe pagato un tributo annuale di 8000 sterline. Madan Singh, erede di Zalim Singh, ricevette il titolo di maharaja rana e venne posto al pari di altri governanti del Rajputana.
Il maharaja Madan Singh, primo regnante dello stato indipendente di Jhalawar, morì nel 1845. Uno dei suoi successori adottò il nome di Zalim Singh in riconoscimento del fondatore, ma a seguito della sua cattiva amministrazione venne deposto nel 1896 e venne infine esiliato.
Dopo diverse considerazioni in merito, gli inglesi si risolsero nel 1897 a ridurre notevolmente i confini dello stato, riassegnando dei territori a Kota, lasciando a Jhalawar i due soli distretti di Shahabad e Chaumahla al nuovo stato che venne quindi portato a 2100 km2 dal 1899, e tale rimase sino alla fine del British Raj ed alla sua annessione alla moderna India.

## Governanti
Il clan Jhala dei Rajputs governò sullo stato di Jhalawar.
| 8 aprile 1838 – 1845              | Madan Singh           | (n. 1808 – m. 1845) |
| 1845 – 29 agosto 1875             | Prithvi Singh         | (n. 1830 – m. 1875) |
| 29 agosto 1875 – 2 marzo 1896     | Zalim Singh           | (n. 1865 – m. 1912) |
| 29 agosto 1875 – 21 febbraio 1884 | reggente              |                     |
| 2 marzo 1896 – 1º gennaio 1899    | interregno            |                     |
| 1º gennaio 1899 – 13 aprile 1929  | Bhawani Singh         | (n. 1874 – m. 1929) |
| 13 aprile 1929 - 2 settembre 1943 | Rajendra Singh        | (n. 1900 – m. 1943) |
| 2 settembre 1943 – 15 agosto 1947 | Harisch Chandra Singh | (n. 1921 – m. 1967) |